# Cheilotrichia femoralis
Cheilotrichia femoralis är en tvåvingeart som först beskrevs av Edwards 1919.  Cheilotrichia femoralis ingår i släktet Cheilotrichia och familjen småharkrankar. Inga underarter finns listade i Catalogue of Life.